# Ustje (rejon totiemski)
Ustje (ros. Устье) – wieś w Rosji, w rejonie totiemskim obwodu wołogodzkiego. W 2010 r. liczyła 225 mieszkańców.